# Elihu

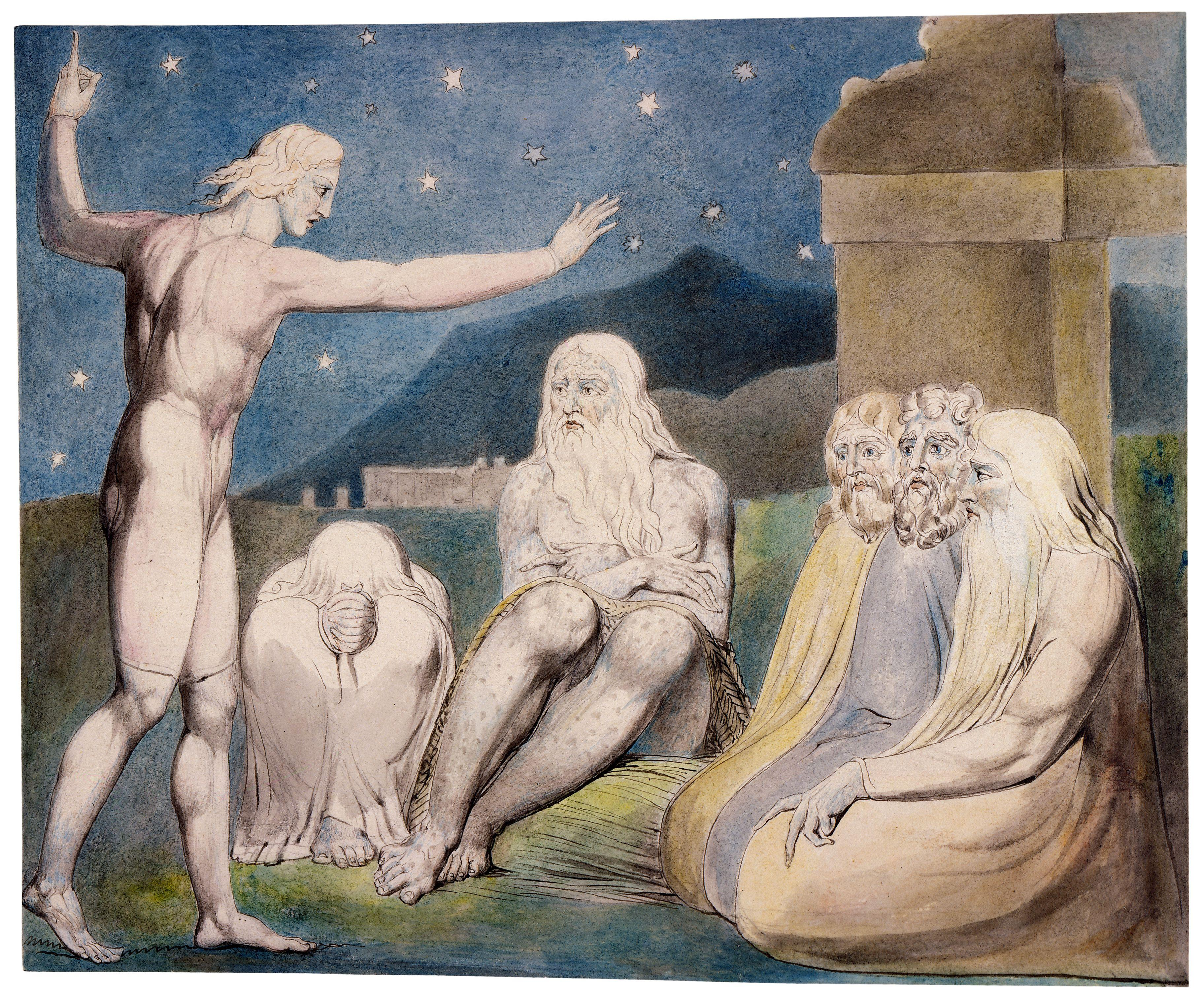
William Blake: Der Zorn des Elihu (1805)

Elihu ist der Name einer der Personen, die im Buch Ijob im Alten Testament der Bibel den vom Schicksal und von den Hiobsbotschaften schwer getroffenen Ijob (Hiob) in seinem Leiden trösten möchten. Elihus Rede umfasst die Kapitel 32 bis 37 des Buches.
Elihu betont Ijob gegenüber vor allem Gottes absolute Macht und Gerechtigkeit und außerdem, dass Gott nicht hinterfragbar ist, und er macht auf Möglichkeiten aufmerksam, die jenseits der strengen Vergeltungstheorie liegen.
Nach der Rede Elihus spricht JHWH selbst zu Ijob.

## Elihus Argumentation
Die Argumentation Elihus unterscheidet sich von der Argumentation der drei Freunde Ijobs, die sich vor ihm äußerten.
Elihu äußert seinen Zorn über Ijob, da er sich für gerechter als Gott halte, und über dessen Freunde, die keine Antwort wüssten und doch Ijob verdammten. Deshalb kann Elihu nicht mehr schweigen und fasst die Unschuldsbeteuerungen Ijobs zusammen. Mit der Meinung, Gott sei größer als der Mensch legt er Ijobs Nöte beiseite. Es sei falsch zu denken, Gott wäre gegen Ijob. Denn wenn Gott nicht gehört wird, liege das am Menschen.

## Die einzelnen Elihureden
1. Elihurede: Die Rede entfaltet eine Art göttliche Leidenspädagogik, die den Sünder zur Umkehr rufen soll, Kernsatz: Ijob 33,12: „Siehe, darin hast du nicht recht, muss ich dir antworten; denn Gott ist mehr als ein Mensch.“
Elihu weist in Kapitel 33:13ff. auf einen möglichen Weg hin, wie Gott zu Menschen reden kann: Gedanken können in den Sinn gelegt und „erinnert“ werden. Der Volksmund übersetzt diese Textpassage wie folgt: „Der HERR gibt es den Seinem im Schlaf“. In der Folge kann der Mensch diese Gedanken durch freie Entscheidung annehmen oder ablehnen, was unter Umständen schmerzvoll in schlaflosen Nächten geschieht. Vergleiche hierzu auch Inspiration und Besessenheit.
2. Elihurede: Elihu redet von der absoluten Gerechtigkeit des absolut mächtigen Gottes: Ijob 34,12: „Gott tut niemals Unrecht und beugt das Recht nicht.“  
3. Elihurede: der Mensch ist selbst verantwortlich für sein Tun, das Schweigen Gottes ist Antwort auf das Schweigen des Menschen; der Mensch muss also geduldig abwarten.
4. Elihurede: Aus Gottes unfehlbarer Gerechtigkeit folgt: der Mensch soll Gott anbeten und lobpreisen.

## Exegese
Die historisch-kritische Bibelexegese erkennt mehrheitlich die Elihureden als spätere Hinzufügungen zu einem ursprünglicheren Text des Hiobbuches. Dafür werden folgende Gründe angebracht:
- Elihu tritt sehr plötzlich auf.
- Ebenso unerwartet verschwindet er nach seinen Reden wieder.
- Die Elihureden haben eine lange Einleitung.
- Elihu bevorzugt die Gottesbezeichnung „el“.
- Verwendet seltener Präpositionen und Partikeln.
- Sein Wortschatz weist Besonderheiten auf.
- Er hat einen weitschweifenden und monotonen Stil.